# Władysław Nowak (żołnierz)
Władysław Nowak (ur. 19 czerwca 1894 r. w Jarocinie, zm. 21 października 1939 w Lesznie) – kawaler Krzyża Walecznych, powstaniec wielkopolski, żołnierz polski.

## Życiorys
Syn Walentego i Agnieszki (z d. Koniecznej). Jako żołnierz Wojska Polskiego uczestniczył w wojnie polsko-bolszewickiej, w 1921 odznaczony Krzyżem Walecznych, starszy sierżant Wojska Polskiego. Żonaty (1922) r. z Wandą z d. Zajcher (mieli czworo dzieci). Ukończył szkołę hotelarską, dzierżawił hotele w Rawiczu i w Kościanie. Po osiedleniu w Lesznie został właścicielem hotelu „Hotel Polski”, restauracji, kręgielni i pierwszego w mieście kina dźwiękowego. Prezes Koła Miejskiego Powstańców Wielkopolskich w Lesznie.
Został wytypowany jako jeden ze „szczególnie niebezpiecznych dla Rzeszy” (niem. Sonderfahndungsbuch Polen) przez piątą kolumnę miejscowych Niemców. Internowany z grupą zakładników, a następnie rozstrzelany podczas publicznej egzekucji przeprowadzonej w ramach Operacji Tannenberg pod murem więzienia w Lesznie. Według odpisu niemieckiego wykazu wydanych kar śmierci Władysław Nowak w rubryce zawierającej informacje obciążające wpisane ma: Prezes Związku Powstańców.
Pochowany w nieoznakowanej zbiorowej mogile, poza murem cmentarnym na alei do Borowej Karczmy. W każdą rocznicę egzekucji, pod tablicą (odsłoniętą 21.X.1945) upamiętniającą to wydarzenie odbywa się uroczysty Apel Poległych. 21.X.1986 roku odsłonięto też tablicę z nazwiskami ofiar mordu na zbiorowej mogile.